# Clubionidae
Los clubiónidos (Clubionidae) son una familia de arañas araneomorfas, de pequeño tamaño, color parduzco y hábitos nocturnos. El prosoma es ovalado, al igual que el opistosoma, y los ojos nacarados. El género Clubiona presenta espinas dorsales en el fémur, mientras que en el Cheiracanthium no existen, por lo cual varios expertos lo clasifican en la familia Miturgidae. Las hileras son bastante largas pero no tan cilíndricas como en los gnafósidos.

## Géneros
Los clubiónidos incluyen los géneros siguientes:
Según The World Spider Catalog 12.0:
- Anaclubiona Ono, 2010
- Arabellata Baert, Versteirt & Jocqué, 2010
- Carteroniella Strand, 1907
- Carteronius Simon, 1897
- Clubiona Latreille, 1804
- Clubionina Berland, 1947
- Dorymetaecus Rainbow, 1920
- Elaver O. Pickard-Cambridge, 1898
- Invexillata Versteirt, Baert & Jocqué, 2010
- Malamatidia Deeleman-Reinhold, 2001
- Matidia Thorell, 1878
- Nusatidia Deeleman-Reinhold, 2001
- Pristidia Deeleman-Reinhold, 2001
- Pteroneta Deeleman-Reinhold, 2001
- Scopalio Deeleman-Reinhold, 2001
- Simalio Simon, 1897
- Tixcocoba Gertsch, 1977
- †Chiapasona Petrunkevitch, 1963
- †Desultor Petrunkevitch, 1942
- †Eobumbatrix Petrunkevitch, 1922
- †Eodoter Petrunkevitch, 1958
- †Eostentatrix Petrunkevitch, 1922
- †Eoversatrix Petrunkevitch, 1922
- †Machilla Petrunkevitch, 1958
- †Massula Petrunkevitch, 1942
- †Prosocer Petrunkevitch, 1963